# Đô thị mới

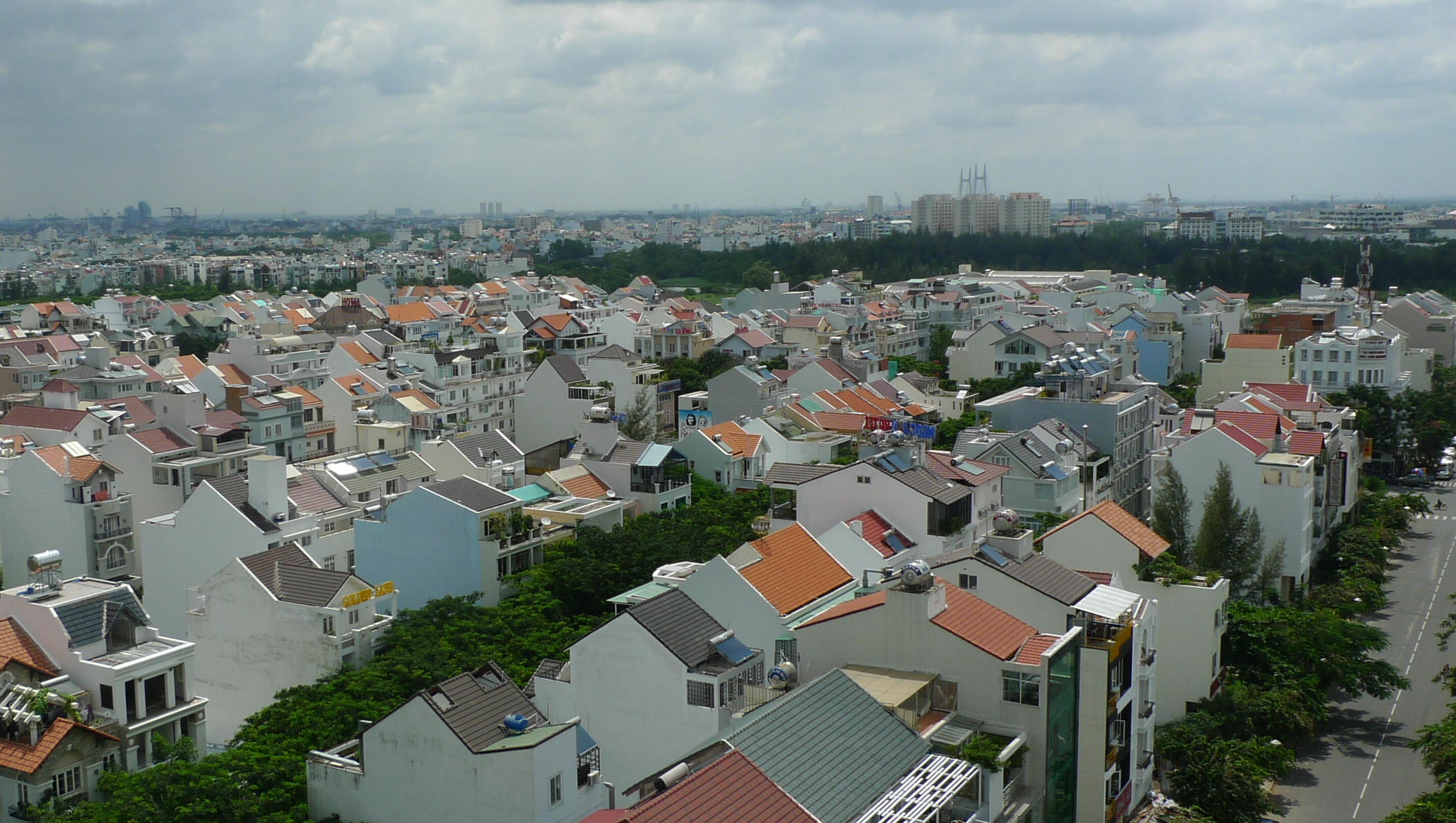
Khu đô thị mới Phú Mỹ Hưng tại Thành phố Hồ Chí Minh.

Đô thị mới là đô thị dự kiến hình thành trong tương lai theo định hướng quy hoạch tổng thể hệ thống đô thị quốc gia, được đầu tư xây dựng từng bước đạt các tiêu chí của đô thị theo quy định của pháp luật.
Khái niệm này khác với khu đô thị mới, vốn có phạm vi nhỏ hơn, được xem là một khu vực trong đô thị được đầu tư xây dựng mới đồng bộ về hạ tầng kỹ thuật, hạ tầng xã hội và nhà ở.